# Huang Ruo

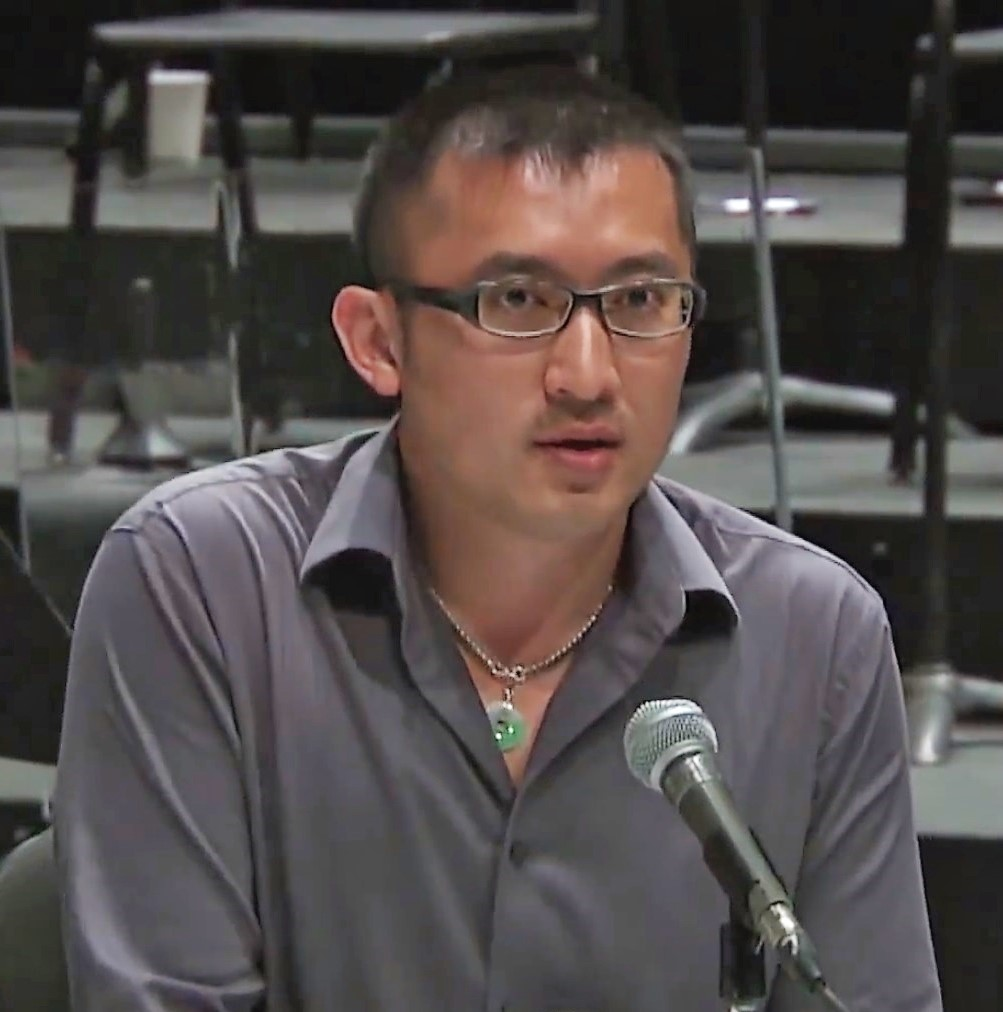
Huang Ruo

Huang Ruo (黃若, * 1976 auf Hainan) ist ein chinesisch-amerikanischer Komponist, Pianist und Sänger.
Huang erhielt den ersten Klavier- und Kompositionsunterricht im Alter von sechs Jahren von seinem Vater. An der Musikhochschule Shanghai lernte er sowohl die klassische chinesische Musik als auch westliche Musik – von Bach, Mozart und Strawinski bis zum Rock ’n’ Roll, Heavy Metal und Jazz – kennen. Nachdem er 1995 beim Internationalen Film- und Musikfestival in der Schweiz den Henry-Mancini-Preis gewonnen hatte, ging er in die USA, wo er seine Ausbildung am Oberlin Conservatory und der Juilliard School fortsetzte. Seine Kompositionslehrer dort waren Randolph Coleman und Samuel Adler. Huang unterrichtet Komposition an der Mannes College of Music und ist künstlerischer Leiter des Ensembles FIRE (Future In Reverse).
In seinen Kompositionen verbindet Huang klassische chinesische Musik mit westlicher Avantgardemusik, Rock und Jazz. Sein musikalisches Werk reicht von Orchesterstücken, Kammermusik, Opern, Schauspielmusiken, Werken für Modern Dance bis hin zu Klanginstallationen, Multimediawerken, experimenteller Improvisation, Folk-Rock und Filmmusik. Ensembles wie das New York Philharmonic Orchestra, das Philadelphia Orchestra, das Hong Kong Philharmonic Orchestra, die Chamber Music Society of Lincoln Center, das Asko Ensemble, das Nieuw Ensemble, UMS ’n JIP, Quatuor Diotima und das Dutch Vocal Laboratory und Dirigenten wie Wolfgang Sawallisch, Marin Alsop, Michael Tilson Thomas, James Conlon, Dennis Russell Davies, Ed Spanjaard, Xian Zhang und Ilan Volkov brachten seine Kompositionen zur Uraufführung bzw. Aufführung.
Huang arbeitete mit dem Tänzer Damian Woetzel und dem Choreographen Christopher Wheeldon vom New York City Ballet und mit dem Maler Norman Perryman zusammen. Im Rahmen der Komponistenporträtreihe des Miller Theatre dirigierte er 2003 vier Kammerkonzerte, eine Aufnahme erschien 2007 beim Label Naxos. Sein Werk Leaving Sao für Sinfonieorchester und Stimme wurde mit ihm selbst als Sänger 2008 bei Albany Records veröffentlicht. An der Santa Fe Opera hatte 2014 seine Oper Dr. Sun Yat-Se die amerikanische Erstaufführung. Im Folgejahr fand beim Spoleto Festival die Uraufführung von Paradise Interrupted statt. 2018 folgte die Uraufführung von An American Soldier am Opera Theatre of Saint Louis. 2021 feiert Huangs Book of the Mountains and Seas am Royal Danish Theater mit Ars Nova Copenhagen und dem Puppenspieler Basil Twist unter der Leitung von Paul Hillier Premiere, 2022 wird die Oper M. Butterfly nach dem gleichnamigen Theaterstück von David Henry Hwang an der Santa Fe Opera uraufgeführt.

## Weblink
- Website von Huang Ruo